# 蘇舜元

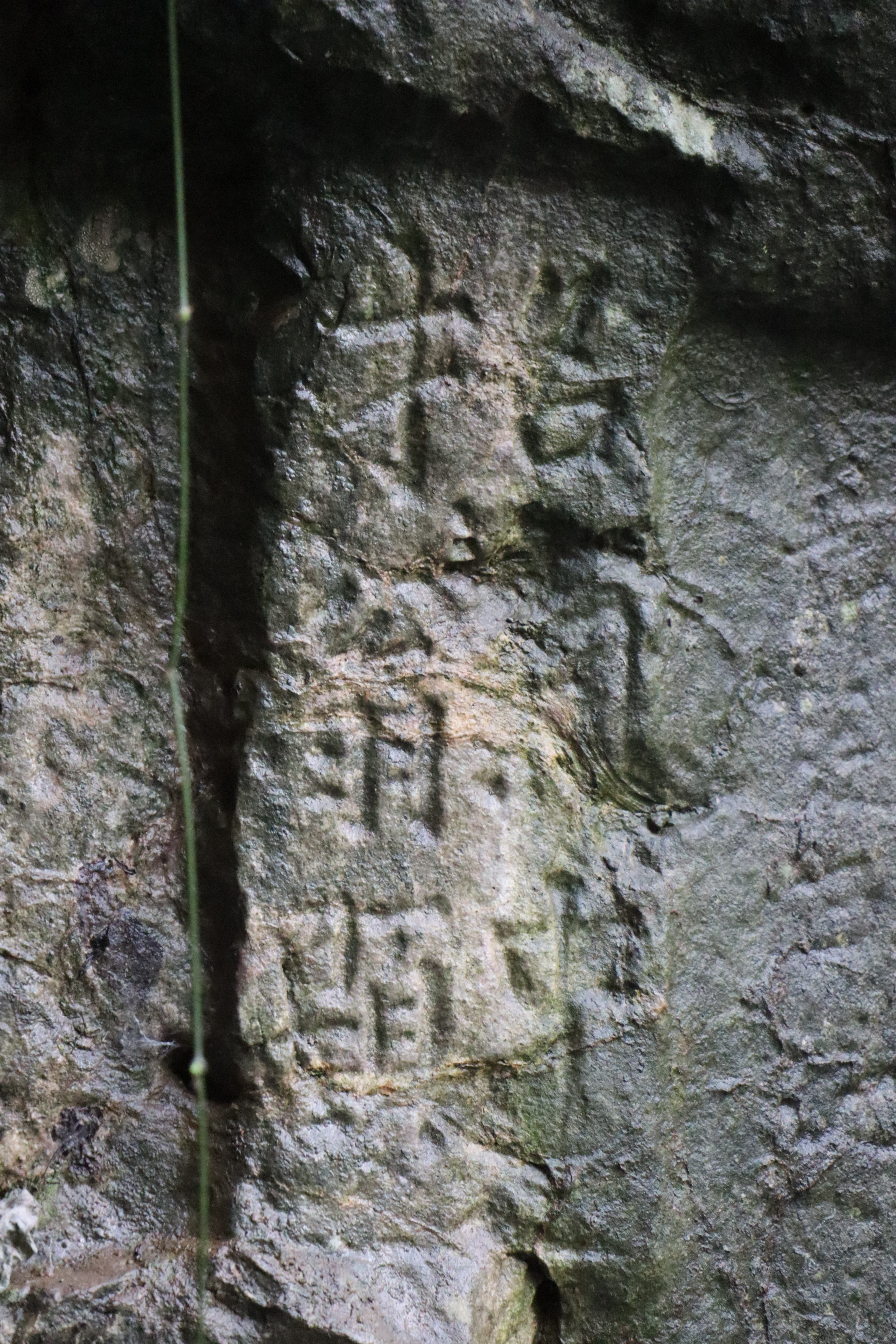
蘇舜元在杭州定山（或稱靈山、雲泉山）風水洞口的題名。

蘇舜元（1006年—1054年），字才翁。梓州銅山（今廣福鎮人）人。
蘇易簡之孫，蘇舜欽之兄。生於宋真宗景德三年（1006年），官至尚書度支員外郎。善草書，苏东坡评说：“才翁草书真迹，当为历世之宝。”與蘇易簡、蘇舜欽祖孫三人並稱“銅山三蘇”。卒於仁宗至和元年（1054年）。